# Trophée Maurice-Richard
Ne doit pas être confondu avec Trophée Maurice-Richard (LNAH).
Pour les articles homonymes, voir Maurice Richard (homonymie) et Richard.
Le trophée Maurice-Richard — en anglais : Maurice « Rocket » Richard Trophy — est le nom d'un trophée de hockey sur glace, qui est par ailleurs un don du club des Canadiens de Montréal à la Ligue nationale de hockey (LNH) en 1999. Il récompense le joueur ayant marqué le plus de buts lors de chaque saison régulière de la LNH.

## Historique
Ce trophée est décerné en l'honneur du joueur étoile Maurice Richard, meilleur buteur de la LNH à cinq reprises. Si plusieurs joueurs terminent la saison avec le même nombre de buts, ils reçoivent conjointement le trophée.
Depuis qu'il est décerné, il a été remporté à neuf reprises par Aleksandr Ovetchkine.

## Récipiendaires
| Saison    | Joueur                              | Équipe                              | Buts                                |
| --------- | ----------------------------------- | ----------------------------------- | ----------------------------------- |
| 1998-1999 | Teemu Selänne (1)                   | Mighty Ducks d'Anaheim              | 47                                  |
| 1999-2000 | Pavel Boure                         | Panthers de la Floride              | 58                                  |
| 2000-2001 | Pavel Boure (2)                     | Panthers de la Floride              | 59                                  |
| 2001-2002 | Jarome Iginla                       | Flames de Calgary                   | 52                                  |
| 2002-2003 | Milan Hejduk (1)                    | Avalanche du Colorado               | 50                                  |
| 2003-2004 | Jarome Iginla (2)                   | Flames de Calgary                   | 41                                  |
| 2003-2004 | Ilia Kovaltchouk (1)                | Thrashers d'Atlanta                 | 41                                  |
| 2003-2004 | Richard Nash (1)                    | Blue Jackets de Columbus            | 41                                  |
| 2004-2005 | Aucun gagnant en raison du lock-out | Aucun gagnant en raison du lock-out | Aucun gagnant en raison du lock-out |
| 2005-2006 | Jonathan Cheechoo (1)               | Sharks de San José                  | 56                                  |
| 2006-2007 | Vincent Lecavalier (1)              | Lightning de Tampa Bay              | 52                                  |
| 2007-2008 | Aleksandr Ovetchkine                | Capitals de Washington              | 65                                  |
| 2008-2009 | Aleksandr Ovetchkine                | Capitals de Washington              | 56                                  |
| 2009-2010 | Sidney Crosby                       | Penguins de Pittsburgh              | 51                                  |
| 2009-2010 | Steven Stamkos                      | Lightning de Tampa Bay              | 51                                  |
| 2010-2011 | Corey Perry (1)                     | Ducks d'Anaheim                     | 50                                  |
| 2011-2012 | Steven Stamkos (2)                  | Lightning de Tampa Bay              | 60                                  |
| 2012-2013 | Aleksandr Ovetchkine                | Capitals de Washington              | 32                                  |
| 2013-2014 | Aleksandr Ovetchkine                | Capitals de Washington              | 51                                  |
| 2014-2015 | Aleksandr Ovetchkine                | Capitals de Washington              | 53                                  |
| 2015-2016 | Aleksandr Ovetchkine                | Capitals de Washington              | 50                                  |
| 2016-2017 | Sidney Crosby (2)                   | Penguins de Pittsburgh              | 44                                  |
| 2017-2018 | Aleksandr Ovetchkine                | Capitals de Washington              | 49                                  |
| 2018-2019 | Aleksandr Ovetchkine                | Capitals de Washington              | 51                                  |
| 2019-2020 | Aleksandr Ovetchkine (9)            | Capitals de Washington              | 48                                  |
| 2019-2020 | David Pastrňák (1)                  | Bruins de Boston                    | 48                                  |
| 2020-2021 | Auston Matthews                     | Maple Leafs de Toronto              | 41                                  |
| 2021-2022 | Auston Matthews                     | Maple Leafs de Toronto              | 60                                  |
| 2022-2023 | Connor McDavid (1)                  | Oilers d'Edmonton                   | 64                                  |
| 2023-2024 | Auston Matthews (3)                 | Maple Leafs de Toronto              | 69                                  |